# НК Домжале
Футболен клуб Домжале (на словенски: Nogometni Klub Domžale), известен също като НК Домжале или просто Домжале, е футболен клуб от град Домжале, Словения.
Клубът е основан през 1921 година в Югославия. Играе домакинските си мачове на стадион „Шпортни Парк Домжале“ с капацитет 3100 зрители.

## Успехи
- Словенска първа лига:
  -  Шампион (2): 2006/07, 2007/08
  -  Второ място (3): 2004/05, 2005/06, 2010/11
  -  Трето място (5): 2012/13, 2014/15, 2015/16, 2017/18, 2018/19
- Словенска втора лига:
  -  Шампион (1): 2002/03
- Купа на Словения:
  -  Носител (2): 2010/11, 2016/17
  -  Финалист (2): 2009/10
- Суперкупа на Словения:
  -  Носител (2): 2007, 2011
  -  Финалист (2): 2008